# 幕内

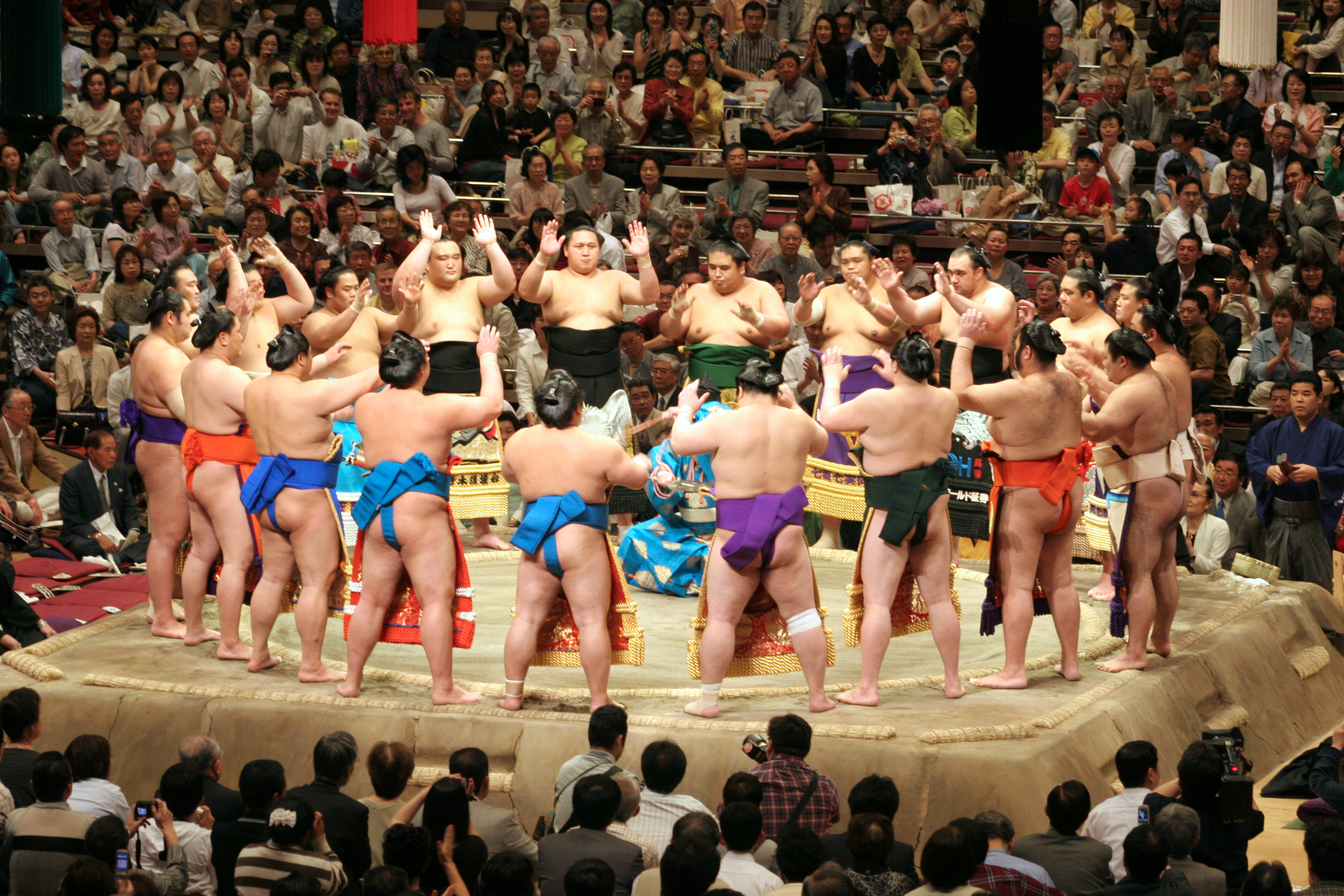
幕内力士入土俵仪式（摄于2005年5月场所）

幕内（日语：／ Makuuchi；／ Makunouchi）指日本大相扑力士位阶中最高的五个级别，等级从低到高依次为前头、小结、关胁、大关和横纲。目前幕内力士总人数固定为42人。
幕内力士中小结、关胁、大关三个级别又合称三役。除最高级横纲之外的其他级别力士会根据比赛成绩而有升降级，而横纲则为终身称号、不会降级。但如果横纲一直比赛成绩欠佳则会被要求引退。幕内力士又与十两力士统称为关取，与之相对的则为幕下力士（力士养成员）。十两力士升入幕内被称为“入幕”。
执法相扑比赛的行司亦有等级之分，其中幕内格行司与前头力士等级相当，以红白色军配缨带和菊缀颜色为特征。幕内格行司之上还有三役格行司与立行司。